# Sensei
Sensei (jap. 先生 /⁠sɛɴsɛɪ⁠/ bzw. /⁠sɛɴseː⁠/, wörtlich „früher geboren“) ist ein japanisches Wort für „Lehrer“, das als Anrede auch für einige andere Autoritäten und Respektspersonen verwendet wird.

## Etymologie und Bedeutung
Der Ausdruck setzt sich aus den beiden Schriftzeichen 先 („früher“, „vorher“, „voraus“, „zuvor“) und 生 („Leben“, „geboren werden“) zusammen, die in diesem Wort beide in On-Lesung ausgesprochen werden. Wörtlich könnte man ihn also als „vorher geboren“ oder „vorheriges Leben“ übersetzen. Es bedeutet so viel wie der Ältere, der Lehrer, der Senior, der den Weg vorlebt und seinen Schülern vermittelt.

## Verwendung

### Allgemein
In Japan wird sensei in der Hauptbedeutung „Lehrer“ verwendet und dient darüber hinaus als übliche Anrede für Doktoren, Professoren, Ärzte, Rechtsanwälte oder Meister einer Ryū (流, „Schule“, „Stil“). Die Anrede lässt sich auch an Namen anhängen: So kann Katō-sensei beispielsweise „Herr Dr. Katō“ oder „Frau Prof. Katō“ bedeuten. Das Wort wird darüber hinaus als Titel verwendet, um Fachleute oder Autoritätspersonen einer Reihe weiterer Gebiete (z. B. Geistliche, Buchhalter oder Politiker) anzusprechen oder sich auf sie zu beziehen, oder um jemandem Respekt zu zollen, der ein bestimmtes Maß an Meisterschaft in einer Kunstform oder einer anderen Fähigkeit erreicht hat, z. B. erfolgreiche Schriftsteller, Musiker, Künstler und Kampfsportler.
Der Titel wird allerdings nicht vom Träger selbst verwendet. Er redet über sich nicht als Katō-sensei. Nur andere, wie ein Schüler, nennen den Meister Katō-sensei.

### Kampfkunst
Im Bereich der japanischen Kampfkünste (Budō bzw. Bujutsu) werden höhere Dan-Träger, welche eine lehrende Position haben, mit Sensei angesprochen. Im engeren Sinn bedeutet die Bezeichnung „Lehrer des Wegs“ (Dō).
In den Jahren des Unterrichts im Dōjō entsteht zwischen Lehrer und Schüler eine besondere Beziehung (japanisch 以心伝心 Ishin Denshin, etwa „von Herz zu Herz“). Das bedeutet, dass der einzelne Schüler eine Beziehung zu seinem Lehrer aufbaut und diesen als seinen Sensei ansieht, obwohl oft mehrere Dan-Träger Schüler unterrichten.
In modernen Dōjō spricht man meist vom „Trainer“ oder „Übungsleiter“, weil sich die Unterweisungen oft auf die technisch-körperliche Ausbildung beschränken. Für diese Tätigkeit, welche oft schon von Schülergraden (jap. Mudansha) ausgeübt wird, wird häufig der japanische Ausdruck Senpai („der Ältere“, „der Erfahrene“) benutzt. Der weniger ausgebildete Schüler ist dann in der Rolle des Kōhai.

### Buddhismus
In den dem Sanbo Kyodan verwandten Zen-Schulen wird der Begriff Sensei für ordinierte Lehrer unterhalb des Rangs Rōshi verwendet. Andere buddhistische Schulen in Japan verwenden den Begriff jedoch für jeden Priester, unabhängig von seinem Dienstgrad. Dieser Ausdruck wird im Sōtō-Zen auch für einen Meister gebraucht, etwa für den japanischen Zen-Meister Taisen Deshimaru, der 1967 die Zazen-Praxis in Europa einführte.
In der Kwan-Um-Schule des Zen ist der koreanische Titel ji do poep sa nim laut Zen-Meister Seung Sahn dem japanischen Titel Sensei sehr ähnlich.